# Marjamajn (Dżabal Siman)
Marjamajn (arab. مريمين) – miejscowość w Syrii, w muhafazie Aleppo. W 2004 roku liczyła 1045 mieszkańców.